# Список глав государств в 12 году до н. э.
| 13 до н. э. ← Список глав государств по годам → 11 до н. э. |

## Азия
- Анурадхапура — Бхатикабхайя Абхайя, царь (20 до н. э. — 9)
- Армения Великая — Тигран III, царь (20 до н. э. — 8 до н. э.)
- Армения Малая — Архелай Филопатор, царь (20 до н. э. — 17)
- Атропатена — Ариобарзан II, царь (ок. 20 до н. э. — 4)
- Иберия — Аршак II, царь  (20 до н. э. — 1)
- Индо-греческое царство — Стратон II, царь  (25 до н. э. — 10)
- Индо-скифское царство — Азес II, царь (35 до н. э. — 12 до н. э.)
- Иудея — Ирод I Великий, царь  (37 до н. э. — 4 до н. э.)
- Каппадокия — Архелай Филопатор, царь (36 до н. э. — 17)
- Китай (Династия Хань) — Чэн-ди (Лю Ао), император  (33 до н. э. — 7 до н. э.)
- Коммагена:
  - Митридат III,  царь (20 до н. э. — 12 до н. э.)
  - Антиох III,  царь (12 до н. э. — 17)
- Корея (Период Трёх государств):
  - Когурё — Юримён, тхэван (19 до н. э. — 18)
  - Пэкче — Онджо, тхэван (18 до н. э. — 28)
  - Силла — Хёккосе, исагым (57 до н. э. — 4)
  - Тонбуё — Кымва, ван (48 до н. э. — 7 до н. э.)
- Набатейское царство — Ободат III, царь (30 до н. э. — 9 до н. э.)
- Осроена — Ману III Сафлул, царь (23 до н. э. — 4 до н. э.)
- Парфия — Фраат IV, царь (37 до н. э. — 2 до н. э.)
- Понтийское царство — Полемон I, царь (38 до н. э. — 8 до н. э.)
- Сатавахана:
  - Свати, махараджа (30 до н. э. — 12 до н. э.)
  - Скандасвати, махараджа (12 до н. э. — 5 до н. э.)
- Харакена — Аттамбел II,  царь (ок. 17 до н. э./16 до н. э. — ок. 8/9)
- Хунну:
  - Соусе, шаньюй (20 до н. э. — 12 до н. э.)
  - Цзюйя, шаньюй (12 до н. э. — 8 до н. э.)
- Элимаида — Камнаскир VII,  царь (ок. 28 до н. э. — ок. 1)
- Япония — Суйнин, тэнно (император) (29 до н. э. — 70)

## Африка
- Мавретания — Юба II, царь (25 до н. э. — 23)
- Мероитское царство (Куш) — Аманирена, царица (ок. 40 до н. э. — ок. 10 до н. э.)

## Европа
- Атребаты — Тинкомий, вождь (20 до н. э. — 7)
- Боспорское царство:
  - Динамия, царица (47 до н. э. — ок. 12 до н. э.)
  - Полемон I, царь (14 до н. э. — 8 до н. э.)
- Дакия — Котисо (Косон), вождь (ок. 40 до н. э. — ок. 9 до н. э.)
- Ирландия — Лугайд Риаб н-Дерг, верховный король (33 до н. э. — 9 до н. э.)[1]
- Катувеллауны — Таскиован, вождь (ок. 20 до н. э. — ок. 9)
- Одрисское царство (Фракия):
  - Рескупорид II, царь астов (18 до н. э. — 12 до н. э./11 до н. э.)
  - Реметалк I, царь сапеев (15 до н. э. — 12 до н. э./11 до н. э.)
  - в 12 до н. э./11 до н. э. в связи с пресечением династии царей астов объединились в единой царство
- Римская империя:
  - Октавиан Август, римский император (27 до н. э. — 14)
  - Марк Валерий Мессала Барбат Аппиан, консул (12 до н. э.)
  - Публий Сульпиций Квириний, консул (12 до н. э.)

## Галерея
- Октавиан Август 
 27 до н.э.—14 
 Император Римской империи
- Фраат IV 
 37 до н.э.— 2 до н.э. 
 Царь Парфии
- Ирод I Великий  
 37 до н.э.— 4 до н.э. 
 Царь Иудеи
- Суинин 
 29 до н.э.—70 
 Император Японии
- Стратон II 
 25 до н.э.—10 
 Индо-греческий царь